# Бём, Алина
Алина Бём (нем. Alina Böhm; род. 14 июня 1998, Бёбинген-на-Ремсе) — немецкая дзюдоистка, двукратная чемпионка Европы, двукратный бронзовый призёр чемпионатов мира 2022 и 2025 годов.

## Биография
Алина Бём борется в весовой категории до 78 килограммов и представляет Германию на международной спортивной арене.
В 2015 году Бём выиграла золотую медаль на чемпионате Европы среди кадетов в Софии. Месяц спустя она проиграла хорватке Карле Продан в финале чемпионата мира среди кадетов. В 2019 году Алина завоевала бронзовую медаль на чемпионате Европы среди юношей до 23 лет. В начале 2020 года она выиграла свой первый титул чемпиона Германии во взрослом классе.
После вынужденного перерыва из-за пандемии COVID-19 в ноябре 2021 года Бём вышла в финал турнира Большого шлема в Абу-Даби в своей новой весовой категории до 78 кг, проиграв там британке Эмме Рид. В феврале 2022 года она снова вышла в финал турнира Большого шлема на турнире в Тель-Авиве, уступив теперь только польке Беате Пакут.
В 2022 году на чемпионате Европы в Софии, заняла первое место, в финале одолев соперницу из Нидерландов Гюше Стенхёйс. В этом же году на чемпионате мира в Ташкенте в составе смешанной команды Германии завоевала бронзовую медаль. 
В ноябре 2023 года, во французском Монпелье, на чемпионате Европы, немецкая дзюдоистка в весовой категории до 78 кг стала двукратной чемпионкой Европы, в финале победила итальянскую спортсменку Алису Белланди.
В июне 2025 года на чемпионате мира в Будапеште в командном турнире стала обладательницей бронзовой медали. 